# ジェネラル・ルージュの伝説 海堂尊ワールドのすべて
『ジェネラル・ルージュの伝説 海堂尊ワールドのすべて』（ジェネラル・ルージュのでんせつ かいどうたけるワールドのすべて）は、2009年2月20日に宝島社から発売された、海堂尊の短編小説及び海堂尊作品に関するファンブック。

## 概要
「田口・白鳥シリーズ」第3作『ジェネラル・ルージュの凱旋』のスピンオフ小説『ジェネラル・ルージュの伝説』と、著者自らが半生を綴ったエッセイや海堂作品群の解説、著者が構築した世界観の用語や設定紹介が収録されている。
2010年6月4日に『ジェネラル・ルージュの伝説』と改題し文庫本が発売され、「ジェネラル・ルージュの伝説」以外にも『ジェネラル・ルージュの凱旋』に関連した2つの短編が収録されている。文庫版は、ハードカバー版刊行以降に発売された作品の解説や、著者の近況が掲載されており、世界観や設定の詳細も（解説の内容はハードカバー時とは異なる点はあるが）本書が発売されるまでに発表された作品で拡張された設定が反映されて解説されている。

## 収録作品
「疾風─2006」「残照─2007」は文庫版発売に伴い収録。

### ジェネラル・ルージュの伝説→伝説─1991
『ジェネラル・ルージュの凱旋』で言及された速水晃一が「ジェネラル・ルージュ」の異名を持つきっかけとなった、1991年の「城東デパート火災」での速水の活躍を描く。文庫本化にあたり、「伝説─1991」へと改題された。

#### ストーリー
「ジェネラル・ルージュ」の異名を持つ救命救急医の速水晃一は、1991年当時はまだ東城大学医学部付属病院の総合外科学教室へ入局したばかりの新米医師だった。新米ながらも物怖じしない振る舞いで上司から睨まれ、病院の一番高いところにある貯蔵タンクの上で昼寝をしてサボりを行う速水は、自分の腕に絶対の自信を持っていたが本物の修羅場をまだ知らなかった。
一方、城東デパートへ巡業していた売れない歌手の水落冴子は、そこで人気バンド「バタフライ・シャドウ」とかつてのマネージャーの小林に出会う。冴子はメンバーの城崎に興味を抱かれ、城東デパート屋上でセッションをすることになる。
だが、その城東デパートで火事が発生。速水に本物の修羅場が襲い掛かる。

#### 登場人物
速水晃一
東城大学医学部付属病院の総合外科学教室（佐伯外科）の1年目の医師。鼻っ柱が強く勤務中にサボって病院の屋上の貯水タンクで居眠りしている医局内の問題児。黒崎助教授を黒ナマズと呼ぶ。
花房美和
ICU勤務の4年目の中堅看護婦。生真面目な性格で、サボり魔の速水や昼寝（シエスタ）に精を出す猫田に振り回される。
猫田麻里
ICUの主任看護婦。趣味は昼寝（シエスタ）で婦長の松井に度々叱られている。本質を見通すことのできる達観した慧眼の持ち主で、ジェネラル・ルージュの伝説誕生に大きく関わる。
田口公平
神経内科の1年目の医師で速水と同期。外科手術見学で血を見てから血が苦手となり神経内科へ入局。連続当直記録を更新しており、医局では「天窓のお地蔵様」と呼ばれている。
世良雅志
総合外科学教室の医局長で速水の先輩。
黒崎誠一郎
総合外科学教室助教授。速水のことを快く思っていない。
水落冴子
売れない歌手。発売したシングルが日の目を見ず事務所からも見放されているが、歌うことに対して強い思いを抱いている。
城崎
人気バンドグループ「バタフライ・シャドウ」のベーシスト。通称、ザック。歌へのアレンジに定評があり、そのアレンジでバタフライ・シャドウを人気グループに押し上げた。
小堀
冴子のマネージャー。オカマ口調で話す典型的なオカマ系で、以前担当していたアイドルグループに毛嫌いされてから冴子の担当となる。冴子のことを気にかけている。
小林
「バタフライ・シャドウ」の担当マネージャー。かつて冴子のマネージャーを務めていて想われていたが、冴子が売れなくなると見限る。

### 疾風─2006
文庫本のために書き下ろされた、『ジェネラル・ルージュの凱旋』中の出来事を三船の視点で描いている。

#### ストーリー
半年前に東城大学医学部付属病院に赴任した米国帰りの事務長・三船。経営面の観点から院内改革を実現しようとする三船だったが、そんな彼の計画の前に、院内で赤字を重ねる救命救急センター部長・速水晃一が最大の障害として立ち塞がっていた。
三船は速水を失脚させることに躍起になるが、三船と速水の対決は思わぬ形で終息を迎えようとしていた。そんな中、ショッピングモール「チェリー」の開店日に付近のバイパス事故による桜宮コンビナート火災が発生。その現場には三船の最愛の妻・千春の姿があった。

#### 登場人物
三船
東城大学医学部付属病院事務長。米国留学の経験がある元厚生労働省の官僚で、所属していた医政局で局長の意にそぐわぬ反論したことを機に病院経営コンサルタントに出向した。今ではその経験をプラスに捉え東城大学での改革実現を目指すが、それに相反する速水の行動に悩まされている。家族構成は妻・千春、娘・美咲。
速水晃一
東城大学医学部付属病院オレンジ新棟救命救急センター部長。傲慢な性格で、患者を救うことに傾倒して収益を考えずに赤字を出し続けることから、陰で三船に「オレンジの悪魔」と蔑まれている。

### 残照─2007
『ダ・ヴィンチ』2009年4月号に掲載された『ジェネラル・ルージュの凱旋』のその後を描いた物語「君去りし後」を改題して掲載された。

#### ストーリー
救命救急センター部長・速水晃一が去って1年、佐藤が取り仕切るようになった救命救急センターは、サクラテレビからドキュメント番組制作のための密着取材を受けていた。暇な時間が流れていた救命救急センターにバイクの自損事故で運ばれた男女が運び込まれてくる。そして救急車からくる受け入れ要請を拒否しつつも、その男女の処置に追われる中、佐藤と処置をすませたその男の間に悶着が起きてしまう。やがて密着取材が終えたとき、佐藤は意外な決断を下す。

#### 登場人物
佐藤伸一
東城大学医学部付属病院オレンジ新棟救命救急センター部長代理。速水が救命救急センターを去ってからは、肩書きは部長代理ながらも実質的に救命救急センターを率いている。
如月翔子
東城大学医学部付属病院オレンジ新棟救命救急センター主任看護師。快活でハキハキとした性格で、怪我人にも厳しい言葉を浴びせる。ヒラの看護師から主任に昇進し、部長代理の佐藤を補佐する役回りも担っている。
田上
眼科志望の研修医。
小松
サクラテレビの女性ディレクター。救命救急センターの密着取材のため、佐藤らに張り付いている。
髑髏男
背中に髑髏マークの革ジャンを着た本名不詳の怪我人で、バイクの自損事故で膝に裂傷を負いオレンジ新棟に運ばれてくる。性格は至って自己中心的。
モエ
髑髏男の恋人。事故の巻き添えとなり脾臓断裂による腹腔内の大量出血と診断される。

## 書籍情報
- ハードカバー：『ジェネラル・ルージュの伝説 海堂尊ワールドのすべて』、2009年2月20日発売[1]、宝島社、ISBN 978-4-7966-6912-2
- 文庫版：『ジェネラル・ルージュの伝説』、2010年6月4日発売[2]、宝島社文庫、ISBN 978-4-7966-7739-4